# Tunique externe d'un vaisseau sanguin
La tunique externe d'un vaisseau sanguin (ou adventice) est la couche la plus externe d'une artère ou d'une veine qui entoure sa tunique moyenne.

## Structure
La tunique moyenne est principalement composée de collagène et de fibres élastiques.
La tunique externe des artères est séparée de sa tunique moyenne par une lame élastique de soutien.
La tunique externe des veines est généralement la plus épaisse comparée aux autres tuniques moyenne et intime.
Elle est vascularisée par un ensemble de capillaires sanguins formant le vasa vasorum et reçoit une innervation par un réseau de petits nerfs.

## Fonction
La tunique externe fournit un soutien structurel de base aux vaisseaux sanguins.
Elle empêche les vaisseaux de se dilater excessivement en raison de la pression sanguine interne, en particulier pour les artères.
Elle joue un rôle nutritif.

## Aspect clinique
Le scorbut, conséquence d'une carence en vitamine C, entraîne un défaut de synthèse du collagène et entraine des ruptures des tuniques externes veineuses.